# Xystrocera nitidicollis
Xystrocera nitidicollis är en skalbaggsart som beskrevs av Max Quedenfeldt 1883. Xystrocera nitidicollis ingår i släktet Xystrocera och familjen långhorningar.
Artens utbredningsområde är:
- Angola.
- Benin.
- Gabon.

Inga underarter finns listade i Catalogue of Life.